# Anta dos Olheiros
Die Anta dos Olheiros ist eine Megalithanlage knapp 6,5 km nördlich Castelo de Vide, in der Gemeinde (portugiesisch Freguesia)  Santa Maria da Devesa im Kreis (portugiesisch Concelho) Castelo de Vide, Distrikt Portalegre im nordöstlichen Alentejo.
Anta, Mámoa, Dolmen, Orca und Lapa sind die in Portugal geläufigen Bezeichnungen für die ungefähr 5000 Megalithanlagen, die während des Neolithikums im Westen der Iberischen Halbinsel von den Nachfolgern der Cardial- oder Impressokultur errichtet wurden.

## Denkmalpflege
Die Anta wurde erstmals 1975 publiziert und 1986 im Rahmen einer Prospektion erneut katalogisiert. 2003 wurden erste Restaurierungs- und Konservierungsarbeiten durchgeführt, nachdem  die Anlage bereits 1997 als IIP – Imóvel de Interesse Público klassifiziert und unter Schutz gestellt worden war.
Eine weitergehende archäologische Untersuchung der Fundstelle steht bisher aus.

## Befund
Die Fundstelle ist weitgehend zerstört. Von den ehemals sieben Tragsteinen (Orthostaten) aus Granit der länglich polygonalen Grabkammer ist obertägig nur noch ein stark nach innen geneigter Tragstein erhalten. Die sechs verbleibenden Tragsteine sind alle auf Bodenhöhe gebrochen, allerdings im Boden noch in situ erhalten.
Vom Korridor, der sich nach Osten öffnet, sind noch zwei Steine erhalten. Darüber hinaus haben sich Hinweise auf eine ehemalige Überhügelung (Mámoa) des Grabes ergeben, doch können die noch ausstehenden Ausgrabungen das Bild gegebenenfalls korrigieren.

Trotz der schlechten Erhaltung kann die Anta in den Zeitraum vom Endneolithikum bis in die Kupfersteinzeit (3500–2000 v. Chr.) datiert werden.

## Funde
Über eventuelle Funde der Prospektion 1986 liegen keine Informationen vor.